# Bośnia i Hercegowina na Mistrzostwach Świata w Lekkoatletyce 2013
Bośnia i Hercegowina na Mistrzostwach Świata w Lekkoatletyce 2013 – reprezentacja Bośni i Hercegowiny podczas mistrzostw świata w Moskwie liczyła 2 zawodników.

## Występy reprezentantów Bośni i Hercegowiny
| Konkurencja             | Zawodnik    | Eliminacje | Eliminacje | Finał    | Finał   |
| Konkurencja             | Zawodnik    | Rezultat   | Pozycja    | Rezultat | Pozycja |
| ----------------------- | ----------- | ---------- | ---------- | -------- | ------- |
| Pchnięcie kulą mężczyzn | Hamza Alić  | 19,18      | 19.        | NQ       | NQ      |
| Pchnięcie kulą mężczyzn | Kemal Mešić | 18,98      | 22.        | NQ       | NQ      |